# Nostradamus Effect
Nostradamus Effect er en amerikansk sensationalistisk tv-serie, der havde premiere den 9. september 2009 på History. 
Programmet detaljerede forskellige historiske apokalyptiske profetier, som Fænomenet 2012. Visningen blev opkaldt efter den anerkendte franske seer Michel de Nostredame, mere kendt som Nostradamus. Serien løb for en enkelt sæson.